# Edita Brychta
Edita Brychta, rodným jménem Edita Brychtová (* 1961, Praha, Československo) je anglická herečka českého původu, dcera výtvarníka Jana Brychty. Jejím bratrem je světově uznávaný ilustrátor Alex (Aleš) Brychta.

## Osobní život
Narodila se v Praze. V sedmi letech po srpnových událostech v roce 1968 emigrovala s rodiči na Západ. Rodina se usadila v Londýně, kde Edita Brychta vystudovala herectví na Londýnské akademii múzických a dramatických umění (LAMDA).
Od roku 1995 žije ve Spojených státech v Los Angeles. Je vdaná za producenta Davida Ladda a z prvního manželství má dceru Lauren.

## Filmografie
- Destroy All Humans! 2: Make War Not Love (2006) ...(hlas)
- A Good Year (2006) ...(hlas)
- SOCOM 3: U.S. Navy SEALs (2005) (hlas) .... COLDKILL
- Vampire: The Masquerade – Bloodlines (2004) (hlas) .... Ming-Xiao
- Kingdom Under Fire: The Crusaders (2004) (hlas)
- James Bond 007: Everything or Nothing (2003) (hlas)
- Robin Hood: Defender of the Crown (2003) (hlas) .... Maid Marian
- Kingdom Under Fire: A War of Heroes (2001) (hlas)
- Spyro: Year of the Dragon (2000) (hlas) .... Sheila the Kangaroo, Princess Ami of the Fairies
- Man on the Moon (1999) .... Pig-Tailed Wrestler
- Return to Krondor (1998) (hlas)
- One Night Stand (1997) .... Karen's Business Associate
- Conspiracy Theory (1997) .... Henry Finch's Receptionist
- Crime of the Century (1996) .... Gerta Henkel
- The Rockford Files: Godfather Knows Best (1996) .... Katinka
- To je vražda, napsala: Nan's Ghost (1995) .... Deirdre O'Bannon
- Akumulátor 1 (1994) .... Anna
- The Britoil Affair (1993) .... Patricia Peters
- Behind the Palace Doors (1993) .... Diana, Princezna z Walesu
- Fergie & Andrew: Behind the Palace Doors (1992) .... Diana, Princezna z Walesu
- Lovejoy: National Wealth .... Melanie Ford
- The Piglet Files (1991) Helen
- Taggart: Rogues' Gallery (1990) .... Valerie Sinclair
- The Secret Life of Ian Fleming (1990) .... Maya
- Gentlemen and Players .... Jane Somerville (13 epizod, 1988–1989)
- Friends (1988) .... Sally
- Flying in the Branches (1988) .... Dana
- Blind Justice (1988) .... Suzie de Villiers
- Border (Hranice[pozn. 1] 1987)[2] .... Eva
- Galloping Galaxies!: Episode #2.4 (1986) .... Amazonia
- Worlds Beyond: Guardian of the Past (1986) .... Birgitta
- Call Me Mister: Humpty Dumpty (1986) .... Elizabeth Monk
- Foreign Body (1986) .... Jean
- Hot Metal: The Tell-Tale Head (1986).... Lady Deborah
- Cinq filles à Paris (1986) (mini) TV seriál
- Maelstrom (1985) .... Ingrid Nilsen
- Pericles, Prince of Tyre (1984) .... dcera Antiocha